# Johan Jacob Bennetter
Johan Jacob Bennetter, né à Oslo le 30 septembre 1822 et mort à Sola le 29 mars 1904, est un peintre de marines norvégien.

## Biographie
Marin, il parvient à suivre des cours de peinture à La Haye puis à Paris où il est élève de Lazar Meyer et de Théodore Gudin et se consacre aux Marines. Il participe au Salon de 1857 à 1873, participe à l'Exposition universelle de 1867 à Paris et ne revient en Norvège qu'en 1880 où il décore l'ancienne église de Sola (Sola ruinkirke).

## Œuvres
Parmi ses nombreuses œuvres, on peut citer :
- Skipsreparasjon, 1851
- Kystlandskap med seilskuter og sjøfugler, 1853
- Marine par temps calme au clair de lune, 1860
- Sjøslag i Lagoa-bukten, Madagaskar, 21.-22. sept. 1799, 1863, Musée national de l'art, de l'architecture et du design
- Marinebild mit einem Segeldampfer auf bewegter See mit Wellen, 1867
- Port de mer de Norvège (calme plat), 1867
- Bastillen, 1869
- Seilskuter i stilla, 1884
- Vikingtokt, 1887
- Båter i stormfullt hav, 1887

## Galerie

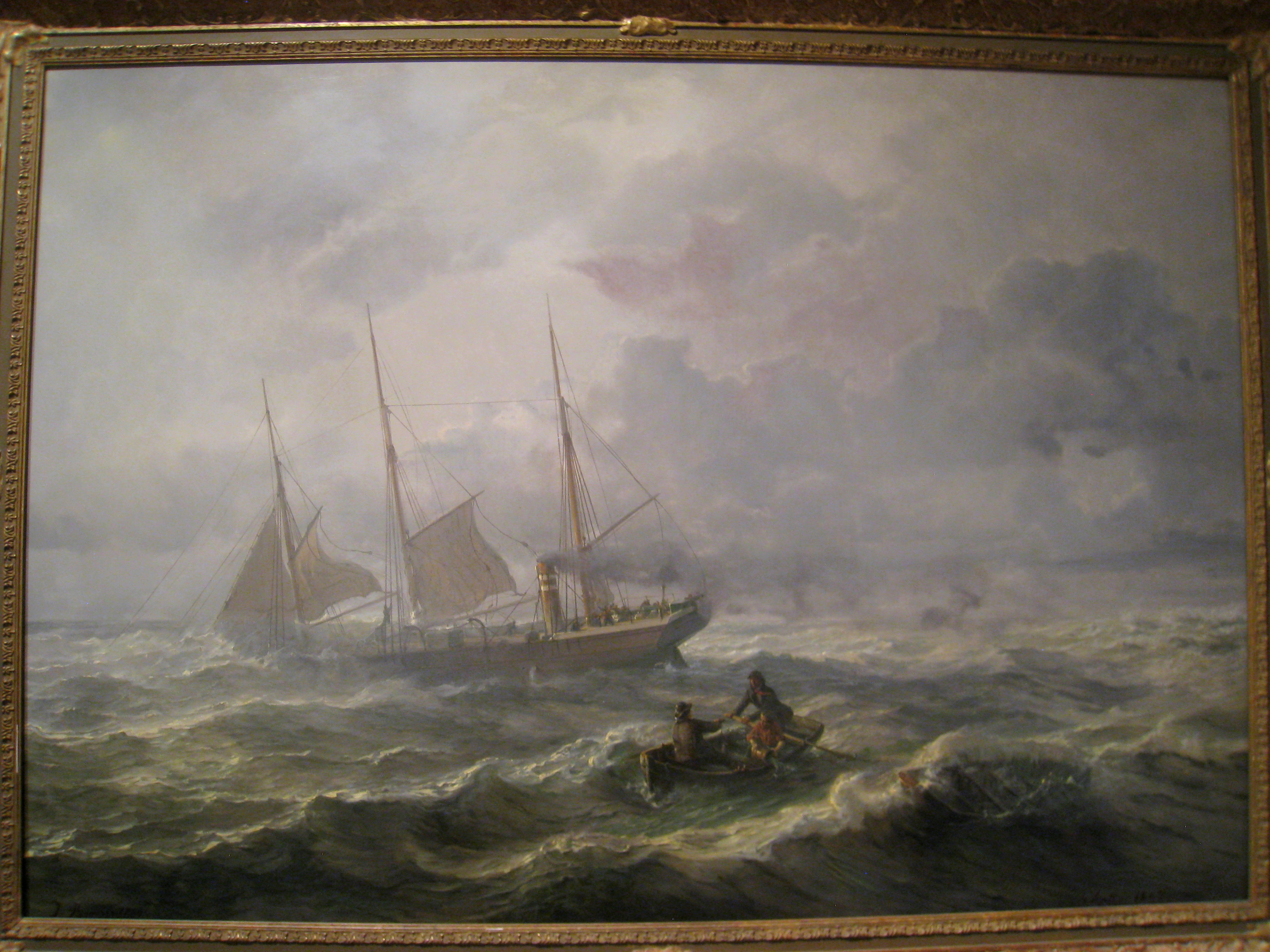
Berging Av Tom Livbåt
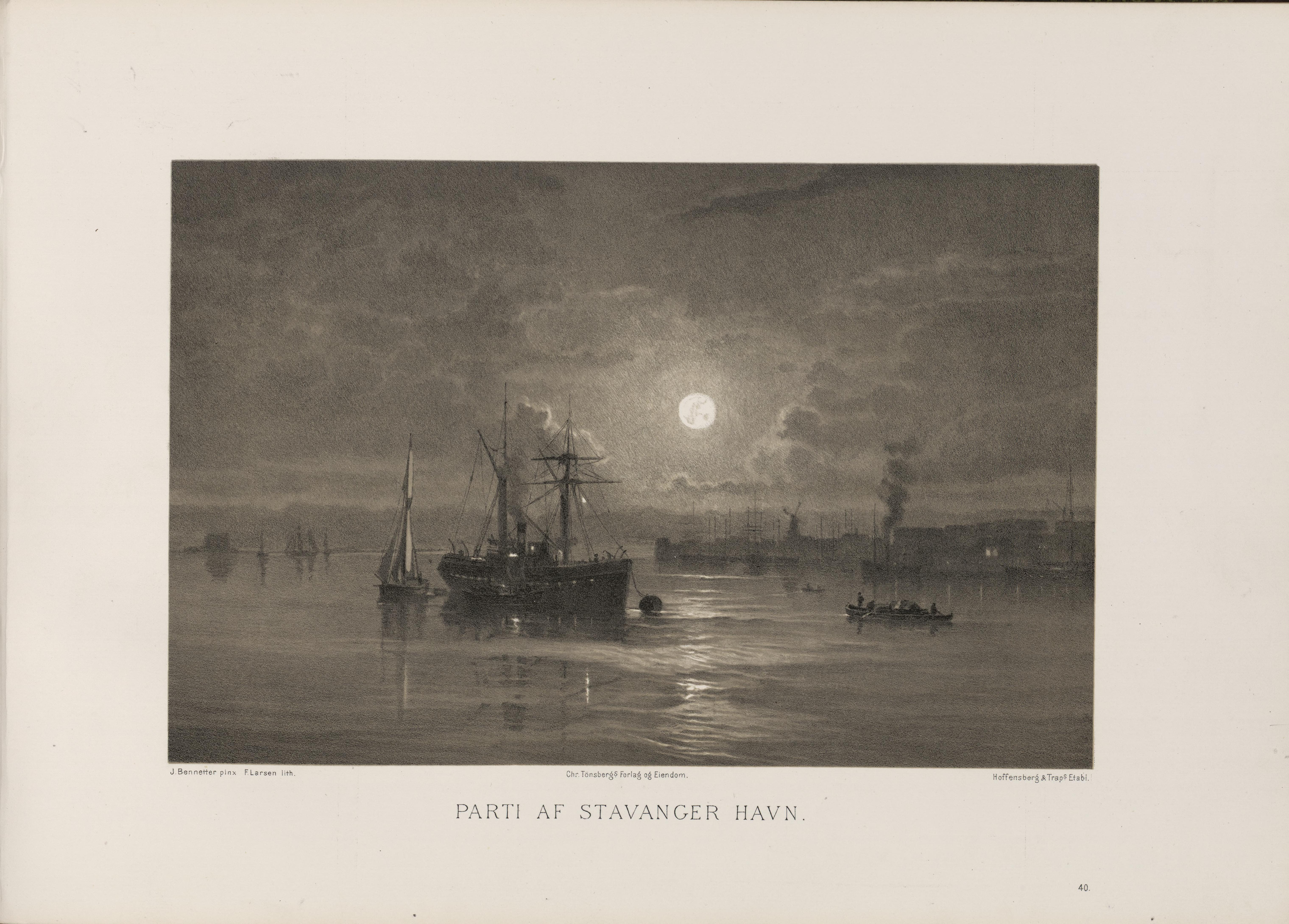
Norge fremstillet i Tegninger
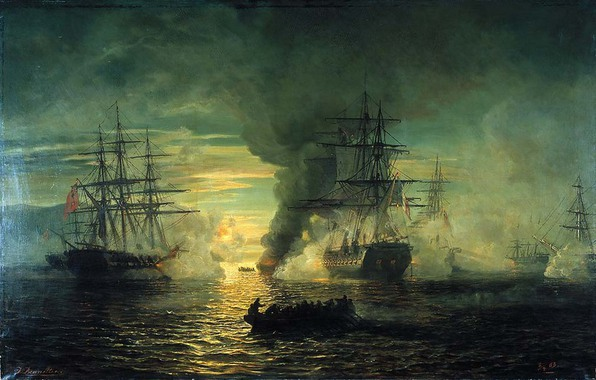
Sjøslag i Lagoa-bukten, Madagaskar, 21.-22. sept. 1799, 1863
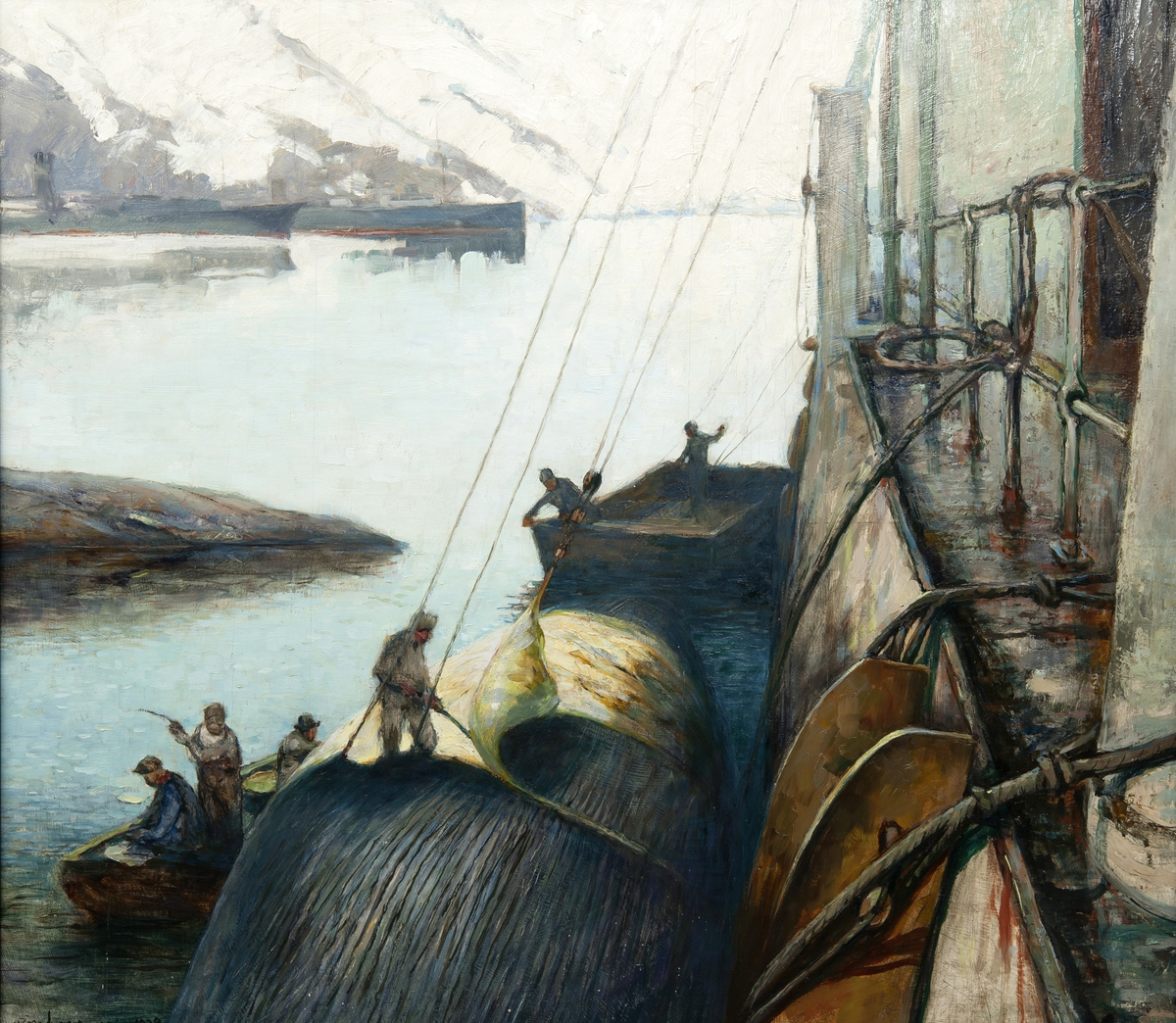
Dørnberger - Flensing av blåhval, Whalers Bay, Deception Island